# عين الجوزة (مسلسل)
عين الجوزة مسلسل درامي  سوري لبناني من إنتاج 2015 مقتبس عن رواية عين الجوزة من إخراج ناجي طعمي و تأليف إبراهيم فضل الله و من بطولة أسعد فضة وعبد المجيد مجذوب عرض لأول مرة بتاريخ 19 يونيو 2015 .

## قصة المسلسل
تجري أحداث المسلسل في الفترة بين عامي 1920و1945 في قرية (عين الجوزة) الواقعة على الحدود الجنوبية لـ(لبنان) خلال حقبة الاستعمار الفرنسي، حيث يرصد الصراع الدائر داخل أراضي القرية بين كبراء ووجهاء القرية المتحالفين مع الاحتلال، والذين يقف على رأسهم (أمين) ، وبين المزارعين البسطاء الذين يحاولون الحفاظ على أراضيهم من بطش (أمين) ، ومن معه، حيث يساندهم الشيخ (موسى) من أجل الحفاظ على حقوقهم.

## طاقم العمل

### الممثلون
- عبد المجيد مجذوب[3]
- أسعد فضة
- عمار شلق
- طوني عيسى
- كندة حنا
- علي عطوي
- طالب عزيزي
- حسن حمدان
- دلال عبد الله
- الهام مبروك
- علي سعد
- علي الزين
- جمانة الزنجي
- محمد الشولي
- مهدي فخر الدين
- أحمد فضل الله
- آية مصطفى
- شادي شمص
- ميشيل اضاباشي
- غادة معاذ
- مايا عبد الله
- سوسن وهبة
- حسان حمدان
- حسن جفال
- بلال مصطفى
- حسين فخرالدين
- بلال موسى
- رنا مجدلاني
- فاطمة قاسم
- مونيانا مقهور
- ملاك الحاج
- هالة جمال
- إلهام مبارك
- إبراهيم محيي الدين
- إبراهيم عطوي
- محسن الأتات
- حسين شكرون
- وليد سعدالدين
- محمد عيد رمضان
- هاشم هاشم
- كميل يوسف
- إدوارد بو عون
- حسن الفقيه
- عباس الصغير
- أمين عكنان
- هادي بدير
- علي بدير
- محمد حربي
- كريم قاسم
- باسمة خليفة
- أحمد سمحات
- دلال عبد الله
- سمير عاشور
- سعد حمدان
- عدي رعد
- شادي شمص
- علي طحان

### تصوير
- ناصر ركا[4]

### مونتاج
- كنان صيدناوي[5]

### تأليف
- إبراهيم فضل الله[6]

### إخراج
- ناجي طعمي
- ماجد قبراوي
- رولان العاقل[7]

### إنتاج
- حسين فضل الله
- شركة الفارس
- الأصيل للإنتاج الفني[8]